# Dipartimento militare marittimo

Wappen Marina Militare

Dipartimento militare marittimo war die Bezeichnung für ein Küstenabschnittskommando der italienischen Marine. Diese von Drei-Sterne-Admiralen befehligten Organisationen übernahmen vorwiegend territoriale Unterstützungsaufgaben. Den dipartimenti unterstanden insbesondere die Marinestützpunkte und sonstige logistische Einrichtungen sowie kleinere Seefahrzeuge. In der Regel übernahmen sie auch operative Aufgaben im Bereich der Küstenverteidigung, zu verschiedenen Zeiten auch auf hoher See, soweit dies nicht von der organisatorisch eigenständigen Hochseeflotte (Squadra navale) übernommen wurde. Ende 2013 wurden die traditionsreichen dipartimenti aus Rationalisierungsgründen von Bereichskommandos des neuen Logistikkommandos der Marine abgelöst.

## Geschichte
In der Marine Sardinien-Piemonts, der direkten Vorgängerin der heutigen italienischen Marine, wurden 1815 Küstenabschnittskommandos in Villefranche, Genua und Cagliari eingerichtet. Nach der Einigung Italiens unter dem Haus Savoyen im Jahr 1861 beschloss man die Unterteilung in drei Abschnittkommandos: „Nord“, von der französischen Grenze bis nach Terracina einschließlich Sardiniens, mit Hauptquartier in Genua und dann La Spezia; „Süd“, von Terracina bis zum Capo di Santa Maria di Leuca einschließlich Siziliens, mit Hauptquartier in Neapel; „Adria“, vom Capo di Santa Maria di Leuca bis zur Grenze des damaligen Kaisertums Österreich, mit Sitz in Ancona und dann in Venedig. Innerhalb dieser Organisationen wurden 1889 die Stützpunktkommandos in La Maddalena und Tarent unter Ein-Stern-Admiralen selbständig. Aus dem Kommando in Tarent wurde 1911 ein eigenes dipartimento marittimo. Im Ersten Weltkrieg entstanden neben La Maddalena weitere selbständige Stützpunktkommandos in Brindisi, Messina und Gaeta.
Nach dem Krieg wurde das Kommando in Venedig nach Pola verlegt. 1922 erfolgte eine umfassende Rationalisierung der territorialen Organisation. Es blieben drei Küstenabschnittskommandos in La Spezia (Dipartimento militare marittimo dell’Alto Tirreno), Neapel (DMM Basso Tirreno) und Tarent (DMM Ionio e Adriatico).
Während des Zweiten Weltkriegs kam es wiederum zu einer Vermehrung der Küstenabschnittskommandos (nunmehr unter der Bezeichnung circoscrizione oder comando navale). Die Hauptquartiere befanden sich in La Spezia, Neapel, La Maddalena, Messina, Tarent und Venedig sowie in Rhodos, Durrës, Bengasi, Massaua und Tianjin.
Im Kalten Krieg unterhielt die Marina Militare Abschnittskommandos in La Spezia, Neapel, Tarent und Ancona sowie autonome Kommandos in La Maddalena (später Cagliari) für Sardinien, in Messina (später Augusta) für Sizilien und in Rom (in letzterem Fall nur die Stadt, ohne Küstenabschnitt). Nach der Unabhängigkeit Maltas wurde das NATO-Kommando der Alliierten Seestreitkräfte in Südeuropa nach Neapel verlegt und einem italienischen Admiral anvertraut, der zugleich das Abschnittskommandos in Neapel befehligte.
1998 wurde in einer ersten Rationalisierungsmaßnahme das Abschnittskommando Neapel zu einem Stützpunktkommando herabgestuft und dessen Küstenabschnitt zwischen den Kommandos in La Spezia und Messina aufgeteilt. Zum 31. Dezember 2013 wurden die Küstenabschnittskommandos in ihrer bisherigen Form abgeschafft. Aus dem Kommando in La Spezia entstand das Bereichskommando Nord, das auch für Sardinien und die nördliche Adria zuständig ist. Das Bereichskommando in Tarent übernimmt Süditalien ohne Sizilien, dessen Kommando in Augusta erhalten bleibt, genauso wie das Kommando in Rom für Aufgaben in der Hauptstadt. Auf der Grundlage des ehemaligen Abschnittskommandos in Neapel bildete man das neue Logistikkommando der Marine, dem auch die neuen, genannten Bereichskommandos unterstehen, aus dem ehemaligen Abschnittskommando in Ancona das neue Ausbildungskommando der Marine.
Die neuen logistischen Bereichskommandos der Marine (comandi marittimi) verfügen über keine schwimmenden Einheiten mehr, die nunmehr alle dem Flottenkommando unterstehen.

## Unterstellte Einheiten und Dienststellen
Bis 2013 konnten den Dipartimenti militari marittimi unterstehen: Marinestützpunkte, Marinefliegerstützpunkte, Stäbe, Fernmeldeanlagen, Verwaltungs- und Logistikdienststellen, Marinegerichte, Arsenale, Materialdepots, Munitionsdepots, Treibstoffdepots, Marinekrankenhäuser, Kasernen, Forschungseinrichtungen, Ausbildungseinrichtungen, Küstenverteidigungsanlagen, Minensucher, Schnellboote, Torpedoboote, U-Boote, Patrouillenschiffe, unter Umständen Fregatten und Zerstörer, in seltenen Fällen auch Kreuzer und andere größere Einheiten, Versorger, Tanker, Schlepper sowie Unterstützungs- und Ausbildungsfahrzeuge verschiedener Art.